# 牙狼-GARO- -GOLD STORM- 翔
『牙狼〈GARO〉-GOLD STORM- 翔』（ガロ ゴールドストーム ショウ）は、
1. 2015年3月28日より日本全国で公開された劇場用長編特撮映画作品（以下、「劇場版」）[1]。
2. 同年4月から9月までテレビ東京をはじめとして、TXN各局ほかで放送された連続特撮テレビドラマ（以下、「テレビシリーズ版」）。

本項では上記の両方を解説する。

## 概要
特撮・アニメで展開されている牙狼〈GARO〉シリーズのうち、「道外流牙」を主人公としていた特撮ドラマ『牙狼〈GARO〉 〜闇を照らす者〜』の続編的作品。劇場版とテレビシリーズ版は合わせて1つの大きな物語を形成しており、劇場版は「エピソード0」的内容、その続きがテレビシリーズ版となる。『闇を照らす者』の道外流牙と莉杏を主人公に据え、従来のシリーズでは描写の少なかった魔戒騎士と女性魔戒法師のコンビを描く。
テレビシリーズ版は『闇を照らす者』同様、連続性の高いストーリー展開を採る。続編では主人公の人物像を追うことでストーリーを牽引することは難しいため、流牙と莉杏を視聴者と同じ目線に立たせて2人が物語の謎を解き明かしていくスタイルとしている。また、『闇を照らす者』から魔戒騎士の集団対ホラーの集団という構図を踏襲しつつ、第三勢力として独自にラダンを追うガルドを登場させている。
監督については、『闇を照らす者』の横山誠から、GAROシリーズの生みの親である雨宮慶太に交替している。『闇を照らす者』は横山と文芸部チームが中心となって創作した、雨宮が作り出した本家シリーズとは基本的に世界観はつながっていない作品とされているが、それを継承しているかについては本作品でもまったく描かれなかった。その後、2016年放送の『牙狼〈GARO〉-魔戒烈伝-』では本家シリーズの並行世界を描いた作品と位置づけられたうえ、ホラーの能力で互いの世界から飛ばされた登場人物が次元の狭間に迷い込み、対面するエピソードも制作されている。
魔戒騎士の鎧については、『闇を照らす者』と違ってスーツによる操演が多く用いられており、3DCGで描かれたホラーとの戦闘でもワイヤーアクションとの組み合わせが散見される。また、鍔迫り合いなどの殺陣についてもスーツの有無にかかわらず、3DCGではなく演者が振るう剣を交えての激突が多い。そのほか、獣身騎士ギガなどパチンコ版の要素も取り入れられている。
本作では、一般から募集したボランティアエキストラ参加のシーンが撮影されている。
なお、シリーズの恒例となっている轟天や魔界竜の稚魚のほか、『闇を照らす者』に登場した羅号は登場しない。

## キャスティング
『闇を照らす者』に出演していた楠神哀空吏役の青木玄徳と蛇崩猛竜役の池田純矢も出演する予定だったが、スケジュール的に長期の出演が難しいため、見送られた。
テレビシリーズ版第3話には萩原流行がゲスト出演しているが、テレビ東京での放送日直前の2015年4月22日に事故死したために本作品が遺作となり、本放送中には追悼テロップが挿入された。

## ストーリー
劇場版
かつてボルシティでの激闘を終えた流浪の魔戒騎士・道外流牙は、パートナーである魔戒法師・莉杏と共に魔獣・ホラーを狩る激闘の旅を続け、現在はラインシティを訪れていた。激闘の旅を経た流牙の纏う黄金騎士ガロの鎧には邪気が溜まっており、シティを治めている魔戒法師・リュメだけがそれを浄化できると聞きつけたからである。
無事リュメに会えた2人はガロの鎧を預けて暫しの休息を過ごしていたが、封印されていたホラー・デゴルの腕を奪おうとする者が現れる。出くわした流牙はその者である人型魔導具・阿号と交戦するが、阿号は歴戦の戦士である流牙をも手こずらせる強さを持っていたため、逃げられてしまった。
阿号は何のためにデゴルの腕を奪ったのか。阿号誕生の秘密とその目的とは。そして「守りし者」の宿命を背負う流牙が闘いの果てに誕生させる、彼のためだけの鎧・黄金騎士ガロ翔とは。
テレビシリーズ版
黄金騎士ガロ翔を誕生させた道外流牙の新たなる使命、それは伝説の魔城・ラダンの再封印であった。リュメによる依頼でもあり、流牙は莉杏と共にさらなる激闘へ身を投じるが、そこに謎の魔戒法師・ガルドや「導師」こと魔戒騎士・秋月ダイゴ / 獣身騎士ギガも関わっていく一方、彼らの知らない場所ではラダンの復活による野望の成就を目論む青年・ジンガと、彼に助力する女性・アミリが暗躍していた。正体は魔戒騎士と魔戒法師の身からホラーへ転じたホラー喰いのホラーであり、自分たちを信じなかった村人たちに息子・ユウトをホラーへの生け贄として殺害されたことが原因でホラー化したというジンガとアミリに対し、リュメも出向いての激戦が繰り広げられる。そんな中、アミリの魔鏡へ捕らわれた流牙は闇の力に屈しかけるが、莉杏の呼びかけで心の強さを取り戻して脱出し、黄金騎士ガロ闇へ進化したガロの鎧でジンガを圧倒する。しかし、ジンガの最後の足掻きから流牙をかばった莉杏が倒れたうえ、ガルドによるラダンの再封印が間に合わず、ラダンは復活を遂げてしまう。

## 登場人物
※魔戒騎士やホラーなど本作品独自の設定用語については、牙狼-GARO-#関連用語を、主な登場人物の過去については『牙狼-GARO- 〜闇を照らす者〜』を参照のこと。

### 魔戒騎士・魔戒法師
道外 流牙（） / 黄金騎士ガロ→黄金騎士ガロ翔→黄金騎士ガロ闇
黄金騎士ガロに変身して戦う青年。管轄する場は持たず、街から街へホラーを求めて流離う。明るく前向きな性格に加え、歴戦の経験を積んだことによる自信と品格が身に付いてきたが、ホラーの非道に怒りを抑えきれなくなる点は今も残っており、莉杏にたしなめられることもある。
人間を救いホラーを討滅するためならあえて牙狼剣を手放したりわざとホラーの攻撃を受けるなどといった自身の危険を省みない行動を取ることが多く、それをザルバやダイゴに指摘されている。
ジンガ・アミリと再び対峙した際、アミリの罠に嵌り魔鏡の中に閉じ込められてしまう。魔鏡の罠とその力の源たる闇の魔獣との戦いで心身共に追い詰められ、戦意を喪失しかけてしまうが、莉杏の呼び掛けで自身の心の弱さを克服して心の闇と闇の魔獣を撃ち破り、魔鏡からの脱出に成功する。そして、闇の魔獣から授けられた闇の力によって黄金騎士ガロ闇となり、ジンガを撃破した。
先代羅号の形見である牙は健在だが、『闇を照らす者』最終話のラストで身に着けていた母の形見は見当たらない。また、魔戒剣のデザインも変わり新たな機能が追加されている。
魔導輪ザルバ
流牙が常に手につけている、意思を持つ指輪。自身は戦わないが、数々の激戦を流牙と共に駆け抜けてきた相棒である。
異なる世界で牙狼のパートナーを務めており、作品ごとに形状には若干の違いが見られる。
本作品では、劇場版でリュメから授かったフェイスカバーが備わっており、これによってどんな場所でもリュメの加護を受けられる他、カバーを下ろした状態で壁などに翳すことでリュメのいる地へと向かう通路を開く能力も手に入れた。それを被っている状態では喋ることはできないが、その状態で流牙たちに意思伝達しようとする際には鈴の音のような音を発する。
莉杏（）
流牙と行動を共にする女魔戒法師。法術だけでなく、変装や体術も得意。ボルシティでの戦い以降は流牙と心を通わせたこともあり、彼と連携してホラーとの戦いでも臆することなく立ち向かう。
「いつしか閑岱を復活させ、そこで子供たちを立派な魔戒法師へ育て上げたい」という夢を持っている。
第8話でガルドに協力を求めて接触した際、彼の態度に辟易したことや考えの違いから一戦交えることとなるが、その際に彼が身に着けていた魔戒法師から魔戒法師へ送られるお守りを見て彼を信じることにした。
ジンガ・アミリと再び対峙した際、ジンガに連れ去られる。魔鏡に閉じ込められた流牙に打開のきっかけを与えたが、その直後にジンガの悪足掻きから流牙を庇い、自身の精神世界へ侵入されてしまう。ジンガに精神的に追い詰められ、何度も一時的に正気を取り戻しながらも乗っ取られかけるが、流牙の言葉でジンガを自身の心の弱さの一部として受け入れることで一時的に抑え込むことに成功し、彼がアミリへ乗り換ったことによって解放された。ラダンとの最終決戦において、「月」となったアミリを撃ち破るが、ジンガに新たな「月」として選び出され、ラダンに取り込まれる。それを拒んでガルドから預かった赤い首飾りを用いて自爆し、一度は命を落とすが、天から降り注いだ命の光の残照を受けて復活した。
父の形見の髪飾りは今作ではズボンにつけている。また、魔戒銃のデザインと発砲音も変わっている。
ガルド
テレビシリーズ版より登場する、火群の里で育てられた若き魔戒法師。
「ガルド」はラダンを封印する使命を持つ魔戒法師に代々受け継がれる名前であり、本名は不明。ラダンの胎動に呼応するかのように行動を開始する。優れた洞察力と行動力を持ち、何事にも動じない飄々とした性格の持ち主だが、自信過剰で精神面が幼い一面も持つ。
幼少期に自身の故郷と家族をジンガの虐殺によって失った過去から魔戒騎士を毛嫌いしており、当初は流牙や莉杏とは協力せずに単独でラダンの行方を追っていたが、第11話・第12話で自身とハルナを守られたことや自身と向き合おうとする流牙と莉杏の心に触れたことをきっかけとして、憎まれ口を叩きながらも彼らを信用するようになった。
素早い身のこなしを生かした体術に加え、魔導札と魔導筆を使った、瞬間移動の術や魔戒騎士の鎧の召喚を妨害する術、駆け抜ける駿馬の如き炎の奔流を放つ術を得意とする。
登場してからしばらくの間は赤ノ短剣を入手した流牙と莉杏の動向を伺っていたが、第6話でD・リンゴの店を訪れ、彼に短剣同士を共鳴させるための助言を与えた後、第7話で流牙・莉杏とジンガ・アミリの戦闘に割り込み、法剣を奪取する。
第10話でラダンを探している途中でジンガとアミリの罠に嵌り、囚われの身となる。彼らからのいかなる拷問にも屈さず、密かにラダンに接近すると反応する術をアミリに施すも、ジンガから「ハルナが自分のせいで死んだ」という嘘を聞かされて絶望し、ハルナの仇を討つべく彼諸共自決しようとしたところを流牙と莉杏に救出される。
第18話でラダンの封印に失敗した際、自信を喪失しかけてしまうが、ダイゴの激励とハルナとの対話によって自信を取り戻し、自分たちのような人間を増やさないためにラダンの再封印に挑む決意を新たにし、第23話で無力化したラダンの再封印を果たした。その後は、ハルナと共に旅に出た模様。
ハルナ
ガルドの妹である魔戒法師の少女。精霊の森の中に存在する小屋の中で暮らしており、ガルドの右胸に装着されている人形型の魔導具を通じて彼と通信している。身体は弱いが強い法力を持っており、守りし者としての自覚も強いが、実戦経験が少ないため素体ホラーを見て悲鳴をあげる一面も持つ。
第11話で流牙・莉杏と邂逅し、ガルドのことを第一に心配してくれた彼らを信じて法剣を託す。第12話でリュメの元に保護され、彼女と共に囚われの身となっていたガルドの居所を探し当て救出した。
第13話でD・リンゴと共にラダンの居所を突き止め、ジンガとアミリとの決戦に挑む流牙たちに協力するために、ガルドの持つ人形型の魔導具の量産版を彼らに授けた。
秋月 ダイゴ（） / 獣身騎士ギガ
テレビシリーズ版より登場する、「導師」の位を持つ壮年の魔戒騎士。
自他共に厳しい実直かつ生真面目な性格の持ち主であり、初対面の相手に対しても威圧的な態度で接し、相手の嫌味や冗談も通じない堅物。戦斧型の魔戒斧を持ち、それと拳術を組み合わせた豪快な戦法でホラーを滅する。
「より多くの命を守るために、騎士は命を粗末にしてはならない」という信念を持ち、価値観の相違から流牙や莉杏と衝突しながらも、彼らと共闘する。人を救うためなら時に自らを省みない流牙の戦い方を「荒っぽい戦い方」と批判し、己の力を過信しないことと、真の敵が「心の中に潜む隙」であることを彼に説いた。
当初はラダンに関することとは無関係であったが、第9話で自身の兄弟子のセイジをジンガとアミリに殺されたことをきっかけとして、彼らに深い憎しみを抱く。その復讐心から一度は流牙にジンガとアミリとの決戦に同行することを拒否されるが、D・リンゴの店へ来訪した際に「二度と教え子たちを危険な目に遭わせたくない」という自身の決意を汲み取られ、同行を許される。
第18話で自信を喪失しかけたガルドを激励した後、単身アミリの行方を追い、彼女と交戦する。その後、第21話で復活を遂げたジンガの後を追って交戦するも、彼の力の前になす術も無く翻弄されて重傷を負い、リュメの指示を受けた雷侍・風侍によって療養のために修練場へ戻され、戦線を離脱するが、第22話でセイジの英霊からの檄を受けて復活し、流牙たちの援護に駆け付けた。ラダン封印後は、修練場に戻って教え子たちの指導に励んでいる。

### その他の登場人物
リュメ（龍女）
ラインシティを治める魔戒法師。かなりの高齢らしいが、卓越した強い法力を持つ影響で、少女の姿を留めている。心優しくて面倒見が良く、流牙たちに指示を出す一方で、自身も親身になって積極的に彼らに協力する。
魔導筆を用いた術や体術に加え、髪に結わえ付けた2本の巻物を用いた術を得意とする。
劇場版では、ラインシティを訪れた流牙と莉杏を迎え入れ、牙狼の鎧に溜まった邪気の浄化を担当する。人類の消滅を目論む阿号に命を狙われるが、流牙たちの活躍により救われる。
テレビシリーズ版では、ラダンの封印が解かれたことを察知し、復活を阻止すべく流牙と莉杏に法剣から分離した2つの短剣の捜索を依頼する。第16話で流牙たちの助太刀に現れ、彼らと共にジンガ・アミリとの決戦に挑む。
D・リンゴ
移動式のケバブ屋Template:Enfを営む元気な老人。ラインシティに滞在中、ひょんなことから流牙と莉杏に協力する。誰に対しても毒舌だが、根は悪くない。実は横流しで入手した多数の魔導具や魔界に関する文献を所持しており、魔界文字を読めるなどそれらに関する知識もある。
デゴルとの決戦後はユキヒメと共にラインシティを去ったが、テレビシリーズ版第2話で流牙たちと再会する。ケバブ屋を廃業してカバン屋を開いており、「どうしてケバブやめちまったんだよ？」と流牙をかなり落胆させていた。また、魔戒法師としての技術にも長けており、第13話で店を訪れたハルナが危険な術を用いようとした際には、彼女を制して自らがその術に挑んでいる。
第22話では、完全覚醒したラダンの攻撃から町を守るべく、魔導筆とギターを合体させたような魔導具を持ち出し、決戦に挑む。最初は善戦するも巨大砲弾と化した攻撃の前に苦戦を強いられるが、ユキヒメやハルナ、町の人々、阿号の幻影の協力を得て見事それを撃ち破った。
彼の正体は『魔戒烈伝』にて明かされる。
ユキヒメ
ケバブ屋の女将。D・リンゴと共にたくましく生きている。「ワサビヌイテナイデショー！」などD・リンゴ以外には意味の通じない言語で話すが流牙たちには何となくニュアンスで意味を理解して伝わっている模様。なぜか、リンゴからはかーちゃんと呼ばれている。
実は常人を遥かに凌駕する身体能力の持ち主でもあり、第22話では、降り注いできた巨大砲弾の破片を素手で受け止めて粉砕し、D・リンゴやハルナ、町の人々を守った。
雷侍（）・風侍（）
リュメに仕える従者2人組。口から上を仮面で覆っている。棒術に長けており、リュメの援護を行う時もある。
テレビシリーズ版では、ガルドとリュメの法力を太鼓を叩いてサポートしたが、その最中でホラーの襲撃を受け、絶命する。

#### 映画版の登場人物
阿号（）
約200年前、ホラーのいない世界を願った魔戒法師によって生み出された人型の魔導具。デゴル戦で損傷し、機能停止していたが落雷を受けた衝撃によって眠りから目覚め、リュメの法力と古のホラー・デゴルを利用することで曲解した双竜法師の夢を実現するために人類の殲滅を目論み、デゴルの腕を求める過程で流牙と対峙する。
彼の右腕に施された歯車にも似た双竜法師の家紋の紋様は流牙が預かっており、テレビシリーズ版第2話にてD・リンゴの下に返却された。
阿号戦闘形態
阿号の真の姿。意識を集中させると胸部中央に赤い閃光が放たれ、触手が全身を包み込んで暗い灰色の甲冑を纏った鎧武者のような容姿になり、右腕から生じた「号刹剣」という名の超巨大な大刀と両前腕部に仕込まれた直刀を操るほか、全身から先端がアンカーになっている茨状の触手を無数に放つ。地面に足裏から生じたアンカーを突き刺してこれを軸に高速回転しながら号刹剣を振るう。また、左右の腰部に伸びた日本刀の柄のような突起に触れると両肩から茨状の突起が伸び、先端が蓮華の花にも似たブースターが展開され飛行が可能になり、腰部の突起は方向転換や姿勢制御のための操縦桿として扱われる。
第22話では家紋の紋様がD・リンゴの魔導具の動力源として使用され、町の防衛戦の中でD・リンゴと人々の想いに応えて幻影となって現れ、ラダンの巨大砲弾を撃ち破った。
双竜法師（）
阿号を造った魔導具作りの名人である魔戒法師。デゴルとの戦いで致命傷を負い、阿号に自身の夢を託して逝った。世を去って久しいが、その想いは阿号に刻まれている。
老婆
阿号が眠っていた場所に少女時代から花を供え続けている老婆。
フカヤ
チンピラ2人組の1人。ムラドの命令で相棒のオカベと共謀して莉杏から魔戒銃を奪取し、その報酬を取り合っていた最中にホラー化したオカベに襲われたところを阿号に救われる。その後も性懲りもなくひったくりをしていたところを莉杏に目撃され、彼女にひどく痛めつけられる。

#### テレビシリーズ版の登場人物
ジンガ（神牙）
ラダンを復活させようとする銀髪の青年。
黒い拵えの魔戒剣に似た剣を操り、流牙と互角に渡り合えるほどの高い戦闘能力を誇る。常に超然とした余裕に満ち溢れ、他者を見下す態度を崩さない傲岸不遜な性格で、人命を奪うことに快感を見出す残虐さと目的のためなら手段を選ばない狡猾さをも併せ持つ。また同族のホラーをも捕食する「ホラー喰いのホラー」でもあり、第6話では流牙とホラー・ヴェスタージの戦闘に介入してヴェスタージを捕食したほか、第10話では流牙とダイゴに止めを刺されたホラー・ウォスカをアミリと共に捕食した。
魔戒法師のゲンを利用してラダンの封印を解き、自分たちの野望を成就するためにラダンの力を利用しようと目論む。高飛び屋を装って人間をさらい、陰我の宿るオブジェを数多く配置した部屋に幽閉してホラーに憑依させるというホラーの増殖活動も行っているが、これは単にホラーを食料とするためではなくラダンの玉座に座るにふさわしい力を得るためではないか、とリュメに推測されている。
元は特定の管轄を持たずにアミリや息子のユウトと共にホラー狩りの旅を続けていた魔戒騎士であった。ガルドとハルナの故郷の村を訪れた際、自分たちの話を信じずにユウトをホラーの生贄に捧げた村人たちに絶望し、彼らと止めに入った魔戒法師モユルを虐殺したことが原因でホラー化した。ユウトを殺した人間への復讐が目的かと思われたが、実際の目的はラダンの力を用いて人命を弄ぶことであり、それを知った流牙に「お前がホラーでよかった」と言わしめ、ガロの称号を呼ばれることを拒絶させるほどの凄まじい怒りを与えた。
第7話で流牙・莉杏と対峙した際、流牙が自分たちに抱く深い憎悪に興味を抱き、彼を闇に誘おうと目論む。第16話で流牙たちと再び対峙し、アミリと共に彼らを一蹴した後、覚醒の時を迎え始めたラダンと共にとある祠へ飛び去る。連れ去った莉杏や駆け付けたリュメ・ダイゴ・ガルドの妨害を受けながらもそれをものともせずに彼らを窮地に追いやるが、魔鏡から脱出して闇の力を得た流牙との戦いに敗れる。消滅の間際に莉杏の精神世界へ乗り移り、精神的に追い詰めて乗っ取ろうと目論むが、流牙の言葉で心の強さを取り戻した莉杏に抑え込まれた。閃望の泉による儀式で浄化されそうになるが、自身を救出しようと儀式の場へ乱入したアミリの身体へ乗り移ることで難を逃れ、彼女の肉体を媒体として復活を遂げる。
そしてダイゴを退けた後にアミリを復活させて彼女と共にラダンの内部へ乗り込むと、玉座の間に君臨してラダンを発動し、人類世界を破壊して新世界を創造すべく攻撃を開始する。玉座の間に辿り着いた流牙との決戦中に力尽きたアミリの代わりに莉杏を新たな「月」として世界中の全ての命を吸収し尽くそうとしたが、それを拒んで自決した莉杏の死に憤慨し、ラダンに吸収された命の光の力によりガロ ゴールドストームと化した流牙にラダン諸共その野望を撃ち砕かれる。辛うじて生き延び、悲しみに暮れる流牙の前で莉杏の死を嘲るが、それに憤慨した流牙との一騎討ちの末に牙狼剣の一突きで貫かれ、最後まで自分の敗北を認めぬまま朽ち果て、完全に消滅した。
本作品の後に作られたシリーズ作品のいくつかにも、さまざまな形で登場している。
- 『牙狼〈GARO〉 -魔戒烈伝-』第2話「天満月」ではジンガが魔戒騎士だったころに遭遇した出来事が語られている。
- 『牙狼〈GARO〉 神ノ牙-KAMINOKIBA-』では復活したジンガと流牙の再戦が描かれている。

ジンガ・ホラー態
左手から闇の波動を放つことで変化したジンガの真の姿。鎧を着た異形の鬼神のような容姿を持ち、空中浮遊能力や空間にゲートを生成する能力に加え、漆黒の烈火炎装を禍々しい姿へと変化した魔戒剣に似た剣に宿して伸縮自在の鞭のように操る技やアミリの持つ魔鏡の力によりガロ翔の攻撃を寄せ付けないほどの強大な闇の結界を纏う合体技を有する。また、巨大な翼と鋭利な尾を持つ飛翔態に化身することも可能である。
アミリ
ジンガの妻である黒髪の女性。落ち着いた物腰で相手を嘲るような慇懃無礼な態度を取るが、激昂した際には口調が荒くなる。
ジンガと同様に「ホラー喰いのホラー」であるが、元は魔戒法師であり、ジンガと同様の経緯を経てホラー化した。
赤い穂先を持つ魔導筆を用いた多彩な術に加え、捕食したホラーを洗脳したり、掌から生み出す結界を破壊する能力を持つ青い蝶のような使い魔を操るほか、背中から4本の細長い節足を生やして攻撃する。また、第22話では、無数の使い魔をドレス状に纏ったような姿と化し、念動力や口から無数の使い魔を吐き出す技を使用していた。
ジンガが莉杏を連れ去って自身もリュメに捕縛された際、突如穏やかな態度と口調に豹変して流牙たちに語りかけるが、明かした過去こそ真実だったものの口調は彼らを騙すための演技であり、流牙を魔鏡へ捕えることに成功する。
第20話で莉杏の心に抑え込まれたジンガを救うために閃望の泉による儀式の場へ乱入し、莉杏の身体から自身の身体へ乗り換えらせることによってジンガを救出した後、彼の復活の媒体となり消滅するが、第21話でジンガの力によって復活を遂げ、ラダンの周囲に強力な結界を張り巡らせる。第22話でラダンの動力源たる「月」となり、それを破壊すべく立ちはだかった莉杏と交戦するが、リュメとガルドの術でラダンが転倒した隙を突かれて莉杏の攻撃を受け、致命傷を負う。駆け寄ったジンガに救いを求めるも、莉杏を新たな「月」にせんと画策した彼に見限られ、止めを刺された。
ゲン
初老の魔戒法師。ジンガとアミリに娘を人質に取られて法剣を引き抜いたが、その直後に用済みと見なされて始末された。
なお、娘はジンガとアミリによって殺害済みであり、ゲンの前には骨1本だけが差し出された。
ユキ
第1話で流牙と莉杏にホラー・ヘルツバイの襲撃から救われた女性。第4話で再登場し、彼らに自身の姉・リサの救出を依頼する。リサは色香で男性から金銭を巻き上げては何も知らないユキへ送金していたところ、ホラー増殖の生贄としてマンションの一室へ幽閉されていたが、間一髪のところで流牙と莉杏に救出されてユキと再会する。
檜葉 セイジ（）
ダイゴの兄弟子である導師。命令違反を犯してまで数多くの命を救った過去を持ち、「物の見方は一通りではなく、目に見えている物が全てではない」ことをダイゴや彼の教え子たちに説いていた。かつて自身の教え子をホラー・ウォスカに捕食され、その際に斬り落としたウォスカの左耳を頼りに仇を追い続けていた。流牙とダイゴの助けもあって敵討ちを成し遂げたが、その直後に現れたジンガとアミリの挑発に憤慨して斬りかかったところを返り討ちにされ、死亡した。
その後英霊となって傷ついたダイゴを励ました。
モユル
火群の里出身の魔戒法師。旅の途中でジンガとアミリによる虐殺の現場を目撃し、幼少期のガルドとハルナを救った後、彼らとの戦闘の末に自爆して死亡した。
ヒカゲ
火群の里出身の女魔戒法師。里を訪れた幼少期のガルドとハルナを引き取り、育てた。
ギンジ
D・リンゴの舎弟の老人の男性。流牙たちのことにもD・リンゴに聞き及んでいるため詳しい。「D・リンゴの大親友」を自称しているが、実際には借金を帳消しにする代わりにD・リンゴの店に物品調達をしているらしい。
ユウト
ジンガとアミリの息子。彼らと共に放浪の旅を続けていたが、ガルドとハルナの故郷の村を訪れた際、ホラーの生贄として村人たちに殺害された。
符礼（）、燕邦（）、波奏（）
『闇を照らす者』に登場した3人。最終話の莉杏の回想シーンに登場。

## ホラー

### 劇場版のホラー
デゴル
かつて最強の名をほしいままにした赤黒い巨大ホラー。形は素体ホラーとほぼ変わらないが、両肩から生えた伸縮自在な2本の触手で敵を刺し貫く。多くの配下ホラーを率いて双竜と阿号と戦い、阿号に大きな損傷を負わせて双竜を殺害するが、直後に阿号に粉砕された。現在は討滅される寸前に阿号に斬り落とされたために残った右腕だけがラインシティの祠に封印され、リュメの法力で悪しき力を寄せ付けないようになっていた。阿号は悪しき意思ではなく、魔戒法師・双竜法師の志を実現するために動いていたので、封印は功を奏しなかった。
実は倒される前に阿号の中に自らの触手の一部を埋め込んでおり、流牙の言葉に阿号の心が揺らいだ隙を突いて意識が覚醒し、その身体を乗っ取って復活を遂げる。
人間を糧に生きていた今までのホラーとは異なり人間の全滅を目的としている。
デゴル復活体
阿号の身体を乗っ取り復活を遂げたデゴル。蛹のような球体状の姿を経て一対の翼を持つ龍のような四本足の姿となり長い尾と先端が球状の触手とその先端から放つ電撃と口から放つ黒い波動でガロ翔を圧倒していたところ、取り込んだ阿号の意識が流牙の呼びかけで目覚め、体内から突き出た触手で動きを止められたうえ、阿号からガロ翔に託された号殺剣で一刀両断されて討滅された。
ムラド
刺々しい外観を持つ龍人のような容姿を持つホラー。全身に備えられた刃や鉤爪、ミサイルのように口から打ち出すトゲと伸縮自在な尻尾を武器とする。とある高層スラム街の九龍ビルを牛耳るマフィアの親玉に憑依していた。フカヤとオカベを利用して莉杏から魔戒銃を奪い、下級ホラーが憑依した自身の配下に襲わせようとしたが、流牙の加勢によって魔戒銃を奪還されたうえに配下を全滅させられ、自身も正体を現して流牙と一騎討ちを繰り広げた末に討滅された。
オカベ
獰猛な外観を持つ獣のような頭部を持つホラー。ムラドから支払われた報酬の紙幣の1枚をゲートとして出現し、チンピラ2人組の1人・オカベに憑依した。フカヤに襲いかかろうとしたところを阿号に阻止され、討滅された。

### テレビシリーズ版のホラー
ラダン
古の昔、「伝説の魔城」という肩書を持ち、世界を闇に変えようとした強大なホラー。漆黒の水晶のような外殻で覆われた巨大な空中要塞のような容姿を持ち、「ラダン城」や「魔城ラダン」とも呼称されている。自我を持たず、その玉座に座るにふさわしい強い力を持つホラーに従って動く。それが現れると姿を現し王となる実力があるホラーが玉座に座ると文字通り城の姿に変形する。さらに城を擬人化させた超巨大な巨人兵のような姿に変形し無数の素体ホラーを召還するほか、侵入者撃退用の円盤型のカラクリ兵や粉砕されても破片から強力な巨大砲弾に再構築できる漆黒の槍状の飛び道具を生成する能力を有する。また、左手に携えた巨大な三叉の矛状の武具の先端に無数の素体ホラーを集めて刃を形成し鎌にすることもでき、「月」という動力源を得た際には矛の先端から地上のあらゆる生命力を吸収する。
その強大な魔力ゆえに完全に討滅することまでは叶わず、法剣を用いることによって魔界と人界の狭間へ封印するしか手立てがなかったとされているが、現在ではその存在を知る者もほとんどいなくなっていた。
ゲンの手により法剣を引き抜かれて封印を解かれるが、長年封印されていた反動により、しばらくの間は小型の黒い水晶のような物体の姿で覚醒の準備を整えており、それまでの時間を魔界文字で表示していた。第18話で覚醒の時を迎え、第22話で玉座に君臨したジンガにより活動を開始する。「月」となっていたアミリの死後、莉杏を新たな「月」として取り込み、地上の生命力を吸収し尽くそうと目論むが、最後は自身が吸収した命の光の力によってガロ ゴールドストームに変化した流牙の拳にジンガ諸共吹き飛ばされ、再び小型水晶に戻されたところをガルドに法剣で貫かれて魔界と人間界の狭間へ送還された後、無理が祟ったのかラダンを内包したまま法剣が砕け散った。
ヘルツバイ
第1話に登場。身体が連結した双子の意匠を持つ巨人のような容姿を持つホラー。人間態時に双子の少女に分裂して行動する習性を持ち、コンビネーションを活かした戦術を得意とする。ホラー態では飛行能力を有し、巨大な手による打撃と俊敏な動きで攻撃し、触手を掌から放つほか、複数の赤い結晶体を指先から撃ち出す。流牙と莉杏に追い詰められ、偶然近くを通りかかったユキを人質に取るが、莉杏にユキを救出されたうえ、ガロ翔に変身した流牙に一刀両断されて討滅された。

ビクロ
第1話、第2話に登場。蝶の翅を持つ醜悪な妖精のような容姿を持つホラー。男性に憑依して活動し、OLの女性に襲いかかったところを流牙に阻止され、正体を現して対峙する。圧倒されて逃走した後、アミリの使い魔を捕食した影響で赤ノ短剣の捜索に没頭し、その発見現場で流牙や莉杏と再戦する。再度圧倒されて莉杏を人質に取るが、彼女の策略によって失敗に終わり、最後は烈火炎装の斬撃で討滅された。

ブケリ
第3話に登場。両腕に鋭利な刃物を備えた、刺々しい外観を持つ鉄人のような容姿を持つホラー。人間態時も両腕先の刃物を武器として使用する。頭部の兜は多数の突起物に覆われており、これを360度高速回転させて突撃する。運搬中の三輪トラックから落下した奇妙なマークの付いた木箱の中に入っていた血に染まった古びたナイフをゲートとして出現し、それを偶然発見した逃走中の強盗犯・ハヤシに憑依した。ハヤシの仲間の男・ヒラタを捕食した後、森の中をさまよっていた途中で児童養護施設を発見すると、莉杏が同施設に張り巡らせていたホラー除けの結界がアミリの使い魔によって破壊されたことに乗じて襲撃する。最後は、結婚を控えていた同施設の女性・ミナを襲っていたところへ駆けつけた流牙との激戦の末、人命を蔑む態度に怒りを爆発させた彼に討滅された。
なお、捕食対象は手当たり次第というわけではなく、女性を好んで捕食するため、好みでない同施設の園長については気絶させるだけに留めている。また、ミナはブケリによる負傷がもとで死亡したため、莉杏の心に深い悲しみを残すこととなった。

スクリプトラ
第5話に登場。陰我の宿るオブジェが数多く配置された部屋に置かれていたタイプライターをゲートとして出現し、その部屋にジンガとアミリによって幽閉されていた男性・サクマに憑依した。人間態時の体型を残しつつも、大きく膨らみ血管が浮き出た胸板や頭部と両腕が著しく変貌を遂げており、収納式で伸縮自在の尻尾を持ち、流牙を圧倒するほど格闘技に秀でている。共に幽閉されていたリサに襲いかかったところを駆けつけた流牙と莉杏に阻止され、不意討ちで彼に牙狼剣を手放させて窮地に追い込むが、隙を突かれてガロ翔へ変身され、最後は分身攻撃によって討滅された。
残された定期入れから、かつては温かな家庭を持った善良な人間であったことが示唆されており、流牙に人間の命と幸せを平然と踏みにじるジンガとアミリに対する深い憎しみを抱かせることとなった。
ヴェスタージ
第6話に登場。ガネーシャのような容姿を持つホラー。4本の腕と斧を武器とする。アンティークショップのオーナー・ダンケに憑依し、陰我が宿ったオブジェを収集してはジンガや自身が雇っている三輪トラックの運転手を経由し、ばら撒いていた。アンティークショップに潜入した莉杏を捕え、ホラー化させようと試みるが、彼女の術や流牙の介入で失敗に終わる。自身のコレクションを「ガラクタ」と評して破壊した流牙に憤慨し、正体を現すも圧倒されるが、止めを刺される直前で突如出現したジンガに連れ去られ、捕食された。
なお、「女性を捕食する嗜好はない」ことや、「かつて愛する者を殺された憎しみから犯人を殺害した際にホラーに憑依されたが、それを後悔していない」旨を語っているが、真偽は不明。また、感情が昂ぶると直訳気味の英単語混じりで話す癖があり、流牙に自身のコレクションを否定されて激怒した際やホラー態になる瞬間にその喋り方を多用していた。

レッサード
第8話に登場。機械式時計のゼンマイのように複数のパーツから成り、扁平な鋏状の頭部を持つ異形の騎士のような容姿を持つホラー。身体各部から複数の4色の光弾を放つ。グルメ家気取りの青年・スミダに憑依し、飲食関係の職業を持つ人間を次々と襲っては捕食していた。とあるレストランの店主を捕食した後、ピザ屋の配達人の青年を襲おうとしたところを流牙に阻止され、交戦する。間もなく追い詰められると莉杏とガルドの戦闘に割り込み、人間のふりをして命乞いをするも失敗に終わり、最後はガルドの援護を受けた流牙の攻撃で討滅された。

ウォスカ
第9話に登場。スクリプトラと同様に人間の面影を多く残す容姿を持つ凶悪なホラー。隠し角を両肩に持つ鬼のような屈強な体躯を持つ筋肉質の大男に憑依し、魔戒騎士の修練場を襲っては数多くの子供たちを好んで捕食してきた。かつてセイジの教え子を捕食した張本人でもあり、ダイゴの修練場を襲撃した際にセイジと再会し、斬り落とされた自身の左耳の落とし前をつけさせるべく再戦する。凄まじい力を誇り、セイジと彼の加勢に加わったダイゴ・流牙・莉杏を終始圧倒するが、激戦の末にセイジの烈火炎装の斬撃を受けて弱ったところをガロ翔とギガの一撃で止めを刺された後、ジンガとアミリに捕食された。
ゼラーザ
第10話に登場。法衣を纏い、仮面をつけた司祭のような容姿を持つホラー。赤と黒を基調としたドレスを纏った女性に憑依し、ラダン城に乗せてもらうことを対価としてジンガの命令に応じ、流牙に対する囮役として活動していた。電気と同化して操る能力を持ち、送電線やスクリーン、スマートフォンなどといった通電する物体を経由した高速移動を行うほか、触れたものを炭化させるほどの強力な高圧電流による電撃を得意とする。陰我が宿ったオブジェを探索していた流牙の前に現れ、高速移動からの不意討ちで彼を翻弄したが、最後は電撃を遮るものが存在しない場所へ誘導されたうえ、あえて電撃を受けることでガロ翔の鎧と牙狼剣に帯電させて放った金色の狼を模した稲妻の斬撃によって上半身を消し飛ばされ、討滅された。

ヘデラ
第11話に登場。トレントのような容姿を持つホラー。眼鏡をかけたビジネスマン風の男性に憑依し、ジンガとアミリの命令を受けて人間100人と引き換えにハルナから法剣を強奪しようと目論んでいた。慇懃無礼な性格の持ち主であり、お辞儀や腕時計を確認する風といったビジネスマンらしい動きの格闘術や自身の一部である伸縮自在の無数の蔦を操った攻撃を得意とする。ハルナの小屋を訪れていた流牙との戦闘の末、最後は蔦の一部に牙狼剣を突き立てられて動きを封じられたところをガロ翔の拳で天高く突き飛ばされ、莉杏の術で烈火炎装を纏った牙狼剣の投擲によって討滅された。
ゲリル
第11話、第12話に登場。体の各部に顔を持つ異形の軟体動物のような容姿を持つホラー。ニット帽と革ジャンを身に着けた小太りの男性に憑依していた。子供っぽい仕草と口調が特徴で、反抗的な態度を取りながらもジンガとアミリに服従している。ダンスのステップのようなトリッキーな動きに加え自身の肉体を液状化させる能力を持ち、それらを利用した瞬間移動や相手の攻撃の無効化を得意とする。また、右手の顔から噴射する液体は人間に何らかの危害を与える。幽閉されていたガルドを襲うが、ジンガの命令でガルドの救出に現れた流牙・莉杏の前に現れ、莉杏と交戦する。最初は自身の能力で莉杏を圧倒したが、最終的に莉杏の術で足元を凍らされて動きを封じられたところを烈火炎装の斬撃で討滅された。
ベグル
第13話に登場。沼地に生息する強固な赤い外殻に覆われた単眼の巨人のような容姿を持つ巨大ホラー。沼の中に身を潜め、口から伸ばす全裸の美女に擬態化した舌先（擬似餌）を用い、沼に近付いた男性を誘惑して捕食する習性を持つ。莉杏の術で沼の中から誘き出され、優れた防御力を誇る外殻や巨体から繰り出される怪力で流牙たちを窮地に追いやるが、最終的にザルバの助言を受けた流牙と莉杏の連携により召還されたガロ翔の鎧で胸部を貫かれ、その傷口から体内へ侵入したガロ翔に内側から破壊され、討滅された。

ゲルダイナ
第16話に登場。『闇を照らす者』に登場したホラー・パルケイラに酷似した容姿を持つ巨大ホラー。大きすぎる胴体のため、立ち上がることは出来ないが、発達した太い腕によって意外と早く動くことが出来る。異空間に閉じ込められた流牙たちの前に現れ、口に生えた無数の触手と巨体を生かした質量攻撃で彼らを圧倒するが、助太刀に現れたリュメの術の前になす術も無く討滅された。
魔獣
第17話の回想に登場。『MAKAISENKI』に登場したホラー・ライゾンに酷似した容姿を持つホラー。ガルドとハルナの故郷の村の人々に生贄を差し出させていたが、ホラー化する前のジンガとアミリに討滅された。

## 関連用語
黄金騎士ガロ（）
流牙が纏う黄金に輝く鎧で、最強の魔戒騎士に与えられる称号。瞳の色は橙色。その黄金の輝きは長らくの間失われていたが、『闇を照らす者』での流牙たちの活躍によって取り戻された。
黄金騎士ガロ翔（）
ガロの鎧がリュメによって蓄積していた邪気を浄化されたことで攻撃的に進化した姿。銀色の縁取りが全身に走り、高貴な装飾が首元についているなど、より先鋭的で豪奢に変化した外観と、進化に伴って重厚感の増した鍔周りや白く染まった切っ先など大きく形状が変化した牙狼剣が特徴。魔戒剣の赤鞘には、表面の模様に投擲もできる小刀が3つ付いている。
黄金騎士ガロ闇（）
心の弱さに打ち勝ち、闇の魔獣を倒したことで闇の力を得たガロ翔。黄金の輝きを失っていたころのガロの鎧と似た、光と闇が混ざり合ったような光沢を放つ漆黒のカラーリングが特徴。背中には翼状の漆黒のマントが備わっており、これを変化させることで飛翔することも可能。
ガロ ゴールドストーム
流牙がラダンに吸収された命の光を纏い、砂嵐のような光の粒子の奔流で構成された超巨大なガロ翔の幻影に変化した姿。ラダンの攻撃を受け付けず、右の鉄拳の一撃で撃ち砕くほどの絶大な力を有する。
炎号
第22話にて、ガロがラダン城の周囲にある結界を突破するため、ガルドの術により生み出された全身に炎を纏った馬のような姿の乗り物。

### 劇場版の関連用語
九龍ビル
とある街にある中華風の巨大ビル。無数のネオン看板が付けられている。ムラドが牛耳っていた。
ラインシティ
ガロの鎧に溜まった邪気を浄化するために流牙と莉杏が訪れた街。月に一度、法座から街中の地脈に通わせているリュメの法力によって、ホラーの侵入から守られている。
本作品から50年ほど前の時系列に相当する『魔戒烈伝』第10話では、かつてはホラーの巣窟と化していたが、「内守外滅の術」を習得したリュメによって再建されたことが語られている。

### テレビシリーズ版の関連用語
獣身騎士戯牙（）
ダイゴが深緑（青緑色）の鎧を纏った姿。大きく広がった両肩や爪先などに牙の意匠を持つ重装甲と左腕に付属した鉤爪が特徴。魔戒斧は長柄に巨大な片刃の刀身を持つハルバードのような形状の獣身斧に変化し、それを振りかざしてハンマーの如く地面に叩き付け、広範囲に強大な衝撃波を発生させる必殺技や獣身斧の刃を巨大化させて突撃する技を有する。鎧召還の動作は、魔戒斧で自身を取り込むように弧を描いた後、地面に叩き付ける。ギガというキャラクター自体は『CR魔戒決戦牙王』で初登場した。
法剣
ラダン封印のため、陰の力を持つ魔戒法師と陽の力を持つ魔戒法師が互いの相反する力を持って作り出した長剣。朽ち果てて久しい地下の祠に突き立てられていたが、法術を用いずにただ引き抜こうとすると、周囲に張り廻られた結界によって消滅させられる。ゲンによって引き抜かれ、後述の2つの短剣に分裂してしまう。
第7話でガルドの術によって本来の姿に戻り、彼に回収される。それ以降はハルナに預けられていたが、第11話で流牙・莉杏に託される。
第18話でラダンの封印に失敗した際、再び二つの短剣に分裂してしまうが、第23話で再び元の姿に戻され、ラダンを貫いて魔界と人間界の狭間へ送還した後、ラダン諸共砕け散った。
赤ノ短剣
法剣から分裂した陽の力を持つ赤色の短剣。分裂した際、流星の如く飛び去り、とあるショッピングモールの壁に突き刺さっていたところを流牙と莉杏に発見され、回収される。流牙とジンガの戦闘時には、共鳴の影響で赤い長剣に変化した。
青ノ短剣
法剣から分裂した陰の力を持つ青色の短剣。分裂した際、ジンガとアミリの手に渡る。流牙とジンガの戦闘時には、共鳴の影響で青い長剣に変化した。
火群の里（）
かつてラダンを封印した魔戒法師が暮らしていた里で、ガルドとハルナが育った場所。現在ではもう存在していないとされている。特殊な狼煙を発する香炉のような魔導具を連絡手段として用いているほか、自決用に用いる赤い首飾りを所有している。
閑岱（）
“魔戒法師の里”と呼ばれる場所。かつて莉杏が修業を積んだ場所でもあるが、現在では何らかの原因で廃れてしまっており、莉杏は再建を目指している。
ホラー喰いのホラー
その名の通り、同族であるホラーを捕食する性質を持つ特殊なホラー。ジンガとアミリがこれに該当する。
精霊の森
ハルナが暮らす小屋が存在する不思議な森。小屋はハルナの術によって森に溶け込むように見えなくされているうえ、ヘデラが森を歩き回った果てに小屋をようやく発見したことを語っていることから、術については人間はもちろんホラーへの対策でもあることがうかがえる。
喝采の石・賛美の水
ハルナとD・リンゴがラダンの居場所を突き止める際に用いた魔導具。使用中は周囲のあらゆる情報が術者の脳内へ流れ込んでくるため、絶大な負担がかかる。
魔鏡
アミリが所有する闇の力を持つ鏡。ジンガはこれの力により闇の結界を纏っている。外部から破壊することは不可能であり、破壊するためには、内部へ侵入して力の源を絶たなければならないが、魔鏡の内部は特殊な異空間となっているうえ、侵入者を絶望させるための罠が仕掛けられているため、侵入して生還した者はいないとされている。
闇の魔獣
魔鏡の力の根源たる漆黒の四足魔獣。対峙した者に絶望を与えるほどの強大な闇の力を有する。アミリの策略で魔鏡に閉じ込められた流牙の前に現れ、一度は彼を追い詰めて戦意を喪失させるが、莉杏の呼び掛けによって心の強さを取り戻した流牙の決意を汲み取り、闇の力を授けた。
閃望の泉（）
魔導具や魔導筆に溜まった邪気を浄化できる特殊な泉。法力によってどんな場所にでも出現するという性質を持つ。呼び出すためには強い法力を持つ魔戒法師2名と召還中に出現する強力な邪気から泉の水を守るために魔戒騎士2名の警護が必要となる。リュメはこの泉の力を用いて莉杏の心に取り憑いたジンガの浄化を試みたが、アミリの策略により、結果的に莉杏の救出には成功したものの、ジンガの浄化は失敗に終わった。

## スタッフ

### 劇場版
- 原作・監督：雨宮慶太
- エグゼクティヴプロデューサー：二宮清隆
- アソシエイトプロデューサー：吉田健太郎
- プロデューサー：林洋輔、平田光一
- アシスタントプロデューサー：西拓也
- キャスティング：北田由利子
- 脚本：木田紀生、雨宮慶太
- 文芸部：田口恵
- 撮影：西岡章
- 照明：吉角荘介
- 録音：治田敏秀
- 美術：竹内正典（京映アーツ）
- VFXスーパーバイザー：鹿角剛
- デザイナー：佐藤英樹
- 記録：栗原節子
- VE：平金聡一郎
- 助監督：山岸一行
- アクション監督：大橋明（AAC STUNTS）
- 音楽プロデューサー - 井上俊次
- 音楽 - 栗山善親、寺田志保
- VFX/CG：オムニバスジャパン
- 特別協力：サンセイアールアンドディ
- 制作：東北新社、オムニバスジャパン
- 配給・製作：東北新社

### テレビシリーズ版
- 原作・総監督：雨宮慶太
- エグゼクティヴプロデューサー：二宮清隆
- アソシエイトプロデューサー：吉田健太郎
- プロデューサー：山邊博文
- アシスタントプロデューサー：加藤隼輔、西拓也
- ラインプロデューサー：内山亮
- キャスティング:北田由利子
- シリーズ構成・脚本：田口恵
- 脚本：雨宮慶太、泉澤陽子、梅田寿美子、金巻兼一、鴨義信、木田紀生、藤咲淳一
- ダイアローグ協力：鴨義信
- 撮影：西岡章、野村次郎、小澤浩幸
- 照明：常谷良男、吉角荘介、田辺浩、南園智男
- 美術：竹内正典（京映アーツ）
- 音楽プロデューサー - 井上俊次
- 音楽 - 栗山善親、寺田志保
- VFX/CG：オムニバスジャパン
- VFXスーパーバイザー：中川茂之
- 特別協力：サンセイアールアンドディ
- 制作：東北新社、オムニバスジャパン
- 配給・製作：東北新社
- アクション監督：富田稔（AAC STUNTS）
- 監督：雨宮慶太、大橋明、阿部満良、坂部康二、下田章仁、山口義高、松田康洋、横山誠、山岸一行

## キャスト

### 劇場版・テレビシリーズ版共通キャスト
- 道外流牙 - 栗山航
- 莉杏 - 南里美希
- リュメ - 桑江咲菜
- D・リンゴ - 泉谷しげる
- ユキヒメ - 黒木桃子

### 声の出演（劇場版・テレビシリーズ版共通）
- 魔導輪ザルバ - 影山ヒロノブ

### 劇場版キャスト
- 阿号 - 井坂俊哉
- 双竜法師 - 柄本明
- 雷侍（劇場版）- 田中大登
- 風侍（劇場版） - 富田稔

### 声の出演（劇場版）
- デゴル、素体ホラー - 西凛太郎
- 雷侍 - 藤高智大
- 風侍 - 山橋正臣
- リュメ老婆 - 水野ゆふ
- 少女 - 大関英里

### スーツアクター（劇場版）
- 黄金騎士ガロ - 和田三四郎
- 阿号戦闘形態 - 中島厚也、岩上弘数

### 劇場版ゲスト
- ムラド - 清水一哉
- フカヤ - ツネ（2700）
- オカベ - 八十島弘行（2700）
- 少女 - 三井アリーシア
- ドライバー - 松村邦洋
- 老婆 - 角替和枝
- 遺跡の魔戒法師 - 宮島三郎、広瀬圭祐、奥野智也、熊代悠喜
- 白塗りの女 - 我妻恵美子・高桑晶子・藤本梓・鉾久奈緒美（大駱駝艦）

### テレビシリーズ版キャスト
- ジンガ - 井上正大
- アミリ - 松野井雅
- ガルド - 中島広稀
- 秋月ダイゴ - 脇崎智史
- 雷侍（テレビシリーズ版） - 鈴木大樹
- 風侍（テレビシリーズ版） - 田中大登
- ハルナ - 小松もか

### 声の出演（テレビシリーズ版）
- ガルドの人形 - 小松もか
- 双子の少女 - 田中晶子（1）

### スーツアクター（テレビシリーズ版）
- 黄金騎士ガロ翔、黄金騎士ガロ闇、獣身騎士ギガ、ジンガ（ホラー態） - 和田三四郎
- 黄金騎士ガロ翔（9,15）、獣身騎士ギガ（18）、ジンガ（ホラー態）（18,21,22）、ヘデラ、ゲリル - 鈴木大樹
- 阿号（戦闘形態）、ジンガ（ホラー態）（22） - 岩上弘数

### テレビシリーズ版ゲスト
- ゲン - 下條アトム（1）
- ドライバー - 鼠先輩（1）
- ユキ - 梅澤亜季（1,4,5,22）
- 双子の少女 - MIO[18]、YAE[19]（1）
- ビクロ - 市瀬秀和（1,2）
- ハヤシ - 波岡一喜（3）
- ミナ - 坂口杏里（3）
- ヒラタ - 田中稔彦（3）
- 園長 - 萩原流行（3）
- ダイゴの弟子 - 市瀬皇稀、古川龍聖、小口寿輝、岩越寛太、関口嵐、川嶋龍登（4）
- ダイゴの部下 - 永澤伶門（4）
- ヨシト - 今野浩喜（キングオブコメディ）（4,22）
- ヒデキ - 高橋健一（キングオブコメディ）（4,22）
- 親方 - 古井榮一（4）
- リサ - 小林恵美（5,22）
- サクマ -  黒石高大（5）
- カジ - 片桐仁（ラーメンズ）（5）
- ミツヤ - 新井裕介（5）
- ダンケ - ルー大柴（6）
- トラック運転手 - アジャコング（6,22）
- ヤスシ - せんだ雄太（6）
- タクシー運転手 - 三輪江一（6）
- 宅配員A - 坂井友秋（6）
- 宅配員B - 坂城君（6）
- スミダ - マイケル富岡（8）
- 店主 - 松澤傑（8）
- 青年 - 汐谷恭一（8）
- ダイゴの弟子 - 市瀬皇稀、市川騎士、遠藤純平、山本立風治、渡邊樹大、瀧嘉郁（9）
- セイジの弟子 - 船木ライアン（9）
- 檜葉セイジ - 高嶋宏行（9,22）
- ウォスカ - 船木誠勝（9）
- ゼラーザ - 未唯mie（10）
- ホラー男 - 倉田大輔（10）
- ホラー女 - 星乃きえ（10）
- ヒカゲ - 奥井雅美（JAM Project）（11）
- モユル - 松村雄基（11,17）
- ヘデラ - やべきょうすけ（11）
- ガルド幼少期 - 市村涼風（11,17）
- ハルナ幼少期 - 木村日翠（11,17）
- ゲリル - 前田健（11,12）
- 妖艶な女 - 今井メロ（13）
- タツミ - 肥後克広（ダチョウ倶楽部）（13）
- ギンジ - なぎら健壱（14）
- ユウト - 中野魁星（17）
- 村の子供 - 須田琉雅（17）
- ラダン城の従者 - 山口仁美、高橋すみれ、日野綾子（22）

## 主題歌
オープニングテーマ曲
「Opening THEME OF 〜GOLD STORM 翔〜」（劇場版）
作曲・編曲 - 寺田志保、栗山善親 / 歌 - JAM Project
「GOLD STORM」（テレビシリーズ版〈第1話 - 第12話〉）
作曲・編曲 - 寺田志保、栗山善親 / 歌 - JAM Project
「EMERGE〜漆黒の翼〜」（テレビシリーズ版〈第13話 - 第22話〉）
作詞 - 奥井雅美 / 作曲 - 影山ヒロノブ / 編曲 - 須藤賢一 / 歌 - JAM Project
エンディングテーマ曲
「GOLD STORM 翔 〜The Ending Theme〜」（劇場版）
作曲 - 影山ヒロノブ、寺田志保、栗山善親 / 編曲 - 寺田志保 / 歌 - JAM Project
「PRAYERS」（テレビシリーズ版〈第1話 - 第12話〉）
作詞 - 奥井雅美 / 作曲 - 影山ヒロノブ / 編曲 - 寺田志保 / 歌 - 魔戒歌劇団
「紅蓮白蓮」（テレビシリーズ版〈第13話 - 第22話〉）
作詞 - 奥井雅美 / 作曲 - 影山ヒロノブ / 編曲 - 安瀬聖 / 歌 - 魔戒歌劇団
挿入歌
「哀愁の輪舞」（テレビシリーズ版〈第23話〉）
作詞 - 奥井雅美 / 作曲 - 影山ヒロノブ / 編曲 - 寺田志保 / 歌 - 魔戒歌劇団

## 各話リスト
| 話数   | サブタイトル | 脚本              | 監督            |
| ------ | ------------ | ----------------- | --------------- |
| 第1話  | 剣           | 雨宮慶太          | 雨宮慶太 大橋明 |
| 第2話  | 炎           | 田口恵            | 大橋明          |
| 第3話  | 蝶           | 泉澤陽子          | 下田章仁        |
| 第4話  | 斧           | 田口恵            | 阿部滿良        |
| 第5話  | 罪           | 木田紀生          | 山口義高        |
| 第6話  | 額           | 金巻兼一 田口恵   | 山口義高        |
| 第7話  | 術           | 田口恵            | 大橋明          |
| 第8話  | 筆           | 田口恵            | 大橋明          |
| 第9話  | 羽           | 田口恵 梅田寿美子 | 横山誠          |
| 第10話 | 雷           | 田口恵            | 山口義高        |
| 第11話 | 罠           | 梅田寿美子        | 阿部滿良        |
| 第12話 | 絆           | 梅田寿美子        | 阿部滿良        |
| 第13話 | 沼           | 金巻兼一 田口恵   | 松田康洋        |
| 第14話 | 標           | 田口恵            | 山岸一行        |
| 第15話 | 砦           | 藤咲淳一          | 松田康洋        |
| 第16話 | 戦           | 藤咲淳一          | 松田康洋        |
| 第17話 | 鏡           | 田口恵            | 阿部滿良        |
| 第18話 | 闇           | 田口恵            | 大橋明          |
| 第19話 | 心           | 泉澤陽子          | 雨宮慶太 大橋明 |
| 第20話 | 泉           | 鴨義信            | 松田康洋        |
| 第21話 | 王           | 鴨義信            | 阿部滿良        |
| 第22話 | 城           | 雨宮慶太          | 雨宮慶太        |
| 第23話 | 嵐           | 雨宮慶太          | 雨宮慶太        |

## 放送局
※ すべてテレビシリーズ版。初回は作品・キャスト・スタッフなどを紹介する特別編『牙狼〈GARO〉-GOLD STORM- 翔 巻き起こせ！金色の嵐スペシャル』を放送。
| 放送期間        | 放送時間                     | 放送局             | 対象地域       |
| --------------- | ---------------------------- | ------------------ | -------------- |
| 2015年4月4日 -  | 土曜 1:23 - 1:53（金曜深夜） | テレビ東京         | 関東広域圏     |
|                 |                              | テレビ北海道       | 北海道         |
|                 | 土曜 1:53 - 2:23（金曜深夜） | テレビせとうち     | 岡山県・香川県 |
|                 | 土曜 2:05 - 2:35（金曜深夜） | テレビ愛知         | 愛知県         |
|                 | 土曜 2:10 - 2:40（金曜深夜） | テレビ大阪         | 大阪府         |
| 2015年4月5日 -  | 日曜 1:55 - 2:25（土曜深夜） | TVQ九州放送        | 福岡県         |
| 2015年4月10日 - | 金曜 1:10 - 1:40（木曜深夜） | 福井テレビ         | 福井県         |
| 2015年4月13日 - | 月曜 1:10 - 1:40（日曜深夜） | 青森朝日放送       | 青森県         |
| 2015年5月13日 - | 水曜 2:08 - 2:38（火曜深夜） | テレビ金沢         | 石川県         |
| 2015年8月26日 - | 水曜 1:53 - 2:23（火曜深夜） | チューリップテレビ | 富山県         |

| 放送期間        | 放送時間           | 放送局           | 対象地域・備考                                                           |
| --------------- | ------------------ | ---------------- | ------------------------------------------------------------------------ |
| 2015年4月10日 - | 金曜 20:15 - 20:45 | スターチャンネル | 日本全域 無料放送 EPG上では20:15 - 21:00 土曜夕方にリピート放送あり      |
| 2015年4月18日 - | 土曜 20:25 - 21:00 | ファミリー劇場   | 日本全域 ミニ番組『魔戒指南』とのパッケージ放送 日曜朝にリピート放送あり |

## 関連商品

### DVD・Blu-ray
2015年9月2日にポニーキャニオンから劇場版のDVDとBlu-rayが発売された。テレビシリーズのDVDとBlu-rayは全2巻のBOXで2015年にポニーキャニオンから発売された。

### CD
PRAYERS
2015年5月27日にランティスより発売された、魔戒歌劇団のシングル作品。テレビシリーズ前期エンディングテーマと挿入歌を収録。
EMERGE～漆黒の翼～
2015年7月22日にランティスより発売された、JAM Projectのシングル作品。テレビシリーズ後期オープニングテーマを収録。
牙狼＜GARO＞黄金歌集 牙狼心
2015年8月5日にランティスより発売された、牙狼シリーズのベストアルバム。劇場版のオープニングテーマとエンディングテーマを収録。
紅蓮白蓮
2015年8月19日にランティスより発売された、魔戒歌劇団のシングル作品。テレビシリーズ後期エンディングテーマを収録。
牙狼<GARO>黄金歌集 牙狼響
2017年にランティスより発売された、牙狼シリーズのベストアルバム。テレビシリーズの前期と後期のオープニングテーマとエンディングテーマを収録。前期オープニングテーマは初収録となった。

### フィギュア
本作で初登場した黄金騎士ガロ翔が商品化されている。

## 漫画
苺野しずくによる本作のテレビシリーズのコミカライズが、遊技機『CR牙狼 GOLD STORM 翔』の攻略本『パチンコ必勝ガイド CR牙狼 GOLD STORM 翔 COMPLETE FILE GW MOOK369』に収録されている。

## パチンコ
2017年7月にサンセイR&Dから本作のタイアップ機であるパチンコ『CR牙狼 GOLD STORM翔』が発売されたほか、2018年12月にはマイナーチェンジ版の『CR牙狼 TUSK OF GOD』が発売された。